# Drupa speciosa
Drupa speciosa is een slakkensoort uit de familie van de Muricidae. De wetenschappelijke naam van de soort is voor het eerst geldig gepubliceerd in 1867 door Dunker.